# Bagauda
Bagauda (nep. बगौडा) – gaun wikas samiti w środkowej części Nepalu w strefie Narajani w dystrykcie Chitwan. Według nepalskiego spisu powszechnego z 2001 roku liczył on 2208 gospodarstw domowych i 11544 mieszkańców (6036 kobiet i 5508 mężczyzn).